# The Moondogs
The Moondogs es una banda de rock de Irlanda del Norte formada en 1979, que consta de sus miembros Gerry McCandless, Austin Barrett y Jackie Hamilton. La carrera de la banda abarca tres álbumes, cuatro singles y dos programas de televisión hasta la fecha.

## Discografía

### Sencillos
| #              | Información                                                                                  |
| -------------- | -------------------------------------------------------------------------------------------- |
| Debut sencillo | "She's Nineteen" b/w "Ya Don't Do Ya" - Released: 1 de noviembre de 1979 - Format: Record    |
| 2nd            | "Who's Gonna Tell Mary?" b/w "Overcaring Parents" - Released: 1980 - Format: Record          |
| 3rd            | "Talking in the Canteen" b/w "Make Her Love Me - You Said" - Released: 1981 - Format: Record |
| 4th            | "Imposter" b/w "Baby Snatcher" - Released: 1981 - Format: Record                             |

### Álbumes
| #           | Información                                                   |
| ----------- | ------------------------------------------------------------- |
| Álbum debut | That's What Friends Are For - Released: 1981 - Format: Record |
| 2nd         | John Peel Sessions - Released: 2003 - Format: CD              |
| 3rd         | Red Fish - Released: 2003 - Format: CD                        |

### Álbumes Compilados
- Good Vibrations Punk Singles / "Ya Don't Do Ya" (Anagram - Reino Unido)
- The Good Vibrations Story / "She's 19" (1994, Dojo - Reino Unido)
- Powerpearls Vol.3 / "Who's Gonna Tell Mary" (Alemania)
- Now in Session / "That's What Friends Are For" (1982, Downtown Radio - Irlanda)

### Artículos De Promoción
- Getting Off in Amsterdam - Everydaythings (2003, Reekus - Irlanda)

### temas inéditos
- 'EEC Lov'
- 'Two Timed'
- 'Boys Stories'
- 'TV Girl'
- 'Tell Tail'
- 'Jenny'
- 'I Am Trembling'
- 'Powerpop'
- 'Ten Minutes Late'
- 'Hey Joanna'